# Alectis ciliaris
Alectis ciliaris е вид лъчеперка от семейство Carangidae.

## Разпространение
Видът е разпространен в Австралия (Ашмор и Картие, Виктория, Западна Австралия, Коралови острови, Куинсланд, Лорд Хау, Нов Южен Уелс, Северна територия и Южна Австралия), Американска Самоа, Американски Вирджински острови, Ангола, Ангуила, Антигуа и Барбуда, Аруба, Бангладеш, Барбадос, Бахамски острови, Бахрейн, Белиз, Бенин, Бермудски острови, Бонер, Бразилия, Британски Вирджински острови, Венецуела, Виетнам, Габон, Галапагоски острови, Гамбия, Гана, Гваделупа, Гватемала, Гвиана, Гвинея, Гвинея-Бисау, Гренада, Гуам, Демократична република Конго, Джибути, Доминика, Доминиканска република, Египет, Еквадор, Екваториална Гвинея, Еритрея, Израел, Индия, Индонезия, Йордания, Иран, Кабо Верде, Кайманови острови, Камбоджа, Камерун, Кения, Китай, Колумбия, Коморски острови, Коста Рика, Кот д'Ивоар, Куба, Кюрасао, Либерия, Мавриций, Мадагаскар, Малайзия, Малдиви, Мартиника, Маршалови острови, Мексико, Мианмар, Микронезия, Мозамбик, Монсерат, Нигерия, Никарагуа, Нова Каледония, Обединени арабски емирства, Оман, Острови Кук, Пакистан, Палау, Панама, Папуа Нова Гвинея (Бисмарк), Перу, Провинции в КНР, Пуерто Рико, Реюнион, Саба, Салвадор, Самоа, Саудитска Арабия, САЩ (Алабама, Вирджиния, Делауеър, Джорджия, Кънектикът, Луизиана, Масачузетс, Мериленд, Мисисипи, Ню Джърси, Ню Йорк, Род Айлънд, Северна Каролина, Тексас, Флорида, Хавайски острови и Южна Каролина), Свети Мартин, Северни Мариански острови, Сейнт Винсент и Гренадини, Сейнт Китс и Невис, Сейшели, Сен Естатиус, Сенегал, Сиера Леоне, Сингапур, Синт Мартен, Соломонови острови, Сомалия, Судан, Суринам, Тайван, Тайланд, Танзания, Того, Токелау, Тонга, Тринидад и Тобаго, Тувалу, Фиджи, Филипини, Френска Гвиана, Хаити, Хондурас, Хонконг, Шри Ланка, Южна Африка, Южна Корея, Ямайка и Япония (Бонински острови и Рюкю).